# Скарлат Гика
Скарлат Гика е два пъти господар на Влашко, както и на Молдова. Син на Григоре I Гика и Зои Манос. По-малък брат на Матей Гика.
Запомнен е като господар на Влахия по време на недостига на храни за Константинопол през 1756 г. Поради обстоятелството че влашките селяни укриват по-качествената си селскостопанска продукция, влашкият господар с османските търговци спечелили търгове за доставка на храни за столицата пристъпват към насилствена реквизиция на храни от влашките селяни. Охраняват ги албански аркебузисти и често се стига до физическо насилие, включително убийства.
Скарлат Гика има три брака. Александру Гика му е син от Анастасия Раковица, дъщеря на Михай Раковица. От втората си съпруга Ефросина има дъщеря Елена която е съпруга на Александър Калимахи, а от третата Руксандра Мурузи има шест деца – три момчета и три момичета. 